# Thessalia hondana
Thessalia hondana är en fjärilsart som beskrevs av Gustav Weymer 1890. Thessalia hondana ingår i släktet Thessalia och familjen praktfjärilar. Inga underarter finns listade i Catalogue of Life.